# Ондская ГЭС
Ондская ГЭС — гидроэлектростанция на реке Онде, недалеко от посёлка Надвоицы в Карелии. Входит в Выгский каскад ГЭС.

## Общие сведения
28 июня 1941 года был издан приказ НКВД СССР «О прекращении работ по строительству НКВД в связи с началом войны»
Строительство ГЭС началось в 1950, закончилось в 1957. Первый гидроагрегат пущен 9 марта 1956, а к концу года были приняты в эксплуатацию все четыре агрегата.
ГЭС построена по плотинно-деривационному типу. Состав сооружений ГЭС:
- глухая бетонная гравитационная плотина длиной по гребню 513 м и наибольшей высотой 36,6 м;
- подводящий канал длиной 416 м;
- напорный узел с водоводами;
- здание ГЭС;
- отводящий канал длиной 795 м.

Мощность ГЭС — 80 МВт, среднегодовая выработка — 416 млн кВт·ч. В здании ГЭС установлено 4 поворотно-лопастных гидротурбины мощностью по 20 МВт, работающих при расчетном напоре 26 м. Оборудование ГЭС устарело, требуется его модернизация и замена.
Напорные сооружения ГЭС (длина напорного фронта 0,7 км) образуют Ондское водохранилище, соединённое протокой с Выгозерским водохранилищем.
ГЭС спроектирована институтом «Ленгидропроект».
Собственник Ондской ГЭС — ООО «Евросибэнерго — тепловая энергия» (входит в ЕвроСибЭнерго, которая входит в компанию En+ Group (100%-ный собственник компании)), которая также является основным акционером «Объединенной Компании Русал». До 2014 года станция входила в состав ОАО «ТГК-1».

## Реконструкция станции
Плотина ГЭС, построенная главным образом силами заключённых, имеет оригинальную конструкцию — гравитационная, выгнутая книзу по течению реки, с «обжатым» профилем. Конструкция плотины привела к её периодическому промерзанию, а также интенсивному разрушению бетона в зоне колебаний уровня. В 1996 году резко усилились фильтрационные расходы, встал вопрос о немедленном ремонте плотины. Рассматривался даже вариант спуска водохранилища с целью обеспечения доступа к лицевой грани плотины. В итоге, было решено провести ремонт с помощью осушаемых кессонов; ремонтные работы на плотине были начаты в октябре 2008 года.